# Temple Fayuan
Le temple Fayuan (chinois : 法源寺 ; pinyin : fǎyuán sì) est un temple bouddhiste situé à Caishikou (zh), dans le district de Xicheng, à Pékin en République populaire de Chine. Il a été construit en 645 et reconstruit au XIe siècle.